# Elijah Alexander
Elijah Alfred Alexander III (más conocido como Elijah Alexander, Dallas, 2 de agosto de 1970 - 24 de marzo de 2010) fue un exjugador estadounidense de fútbol americano que ocupaba la posición de linebacker en la Liga Nacional de Fútbol (del inglés: National Football League). Además, jugó fútbol americano universitario en la Universidad Estatal de Kansas, siendo reclutado por los Tampa Bay Buccaneers en el Draft de la NFL de 1992; jugó también para los Denver Broncos (1993–1995), Indianapolis Colts (1996–1999) y Oakland Raiders (2000–2001).

## Estadísticas en temporada regular
| 1                                              | 1994 | 3  | 18-09-1994 | 24-047 | DEN |   | RAI | P 16-48   | 0       | 0       | 1.0             | 0               | 0               | 0                         | 0                         | 0                         |
| 2                                              | 1994 | 15 | 17-12-1994 | 24-137 | DEN | @ | SFO | P 19-42   | 0       | 0       | 0.0             | 0               | 0               | 1                         | 2                         | 0                         |
|                                                |      |    |            |        |     |   |     |           | Puntaje | Puntaje | Sacks y Tackles | Sacks y Tackles | Sacks y Tackles | Intercepciones defensivas | Intercepciones defensivas | Intercepciones defensivas |
| Rk                                             | Año  | #  | Fecha      | Edad   | Tm  |   | Op  | Resultado | TD      | Puntos  | Sk              | Tkl             | Ast             | Int                       | Yds                       | TD                        |
| 3                                              | 1995 | 3  | 17-09-1995 | 25-046 | DEN |   | WAS | G 38-31   | 0       | 0       | 0.0             | 0               | 0               | 1                         | 1                         | 0                         |
| 4                                              | 1995 | 4  | 24-09-1995 | 25-053 | DEN | @ | SDG | P 6-17    | 0       | 0       | 0.0             | 0               | 0               | 1                         | 4                         | 0                         |
| 5                                              | 1995 | 9  | 05-11-1995 | 25-095 | DEN |   | ARI | G 38-6    | 0       | 0       | 0.5             | 0               | 0               | 0                         | 0                         | 0                         |
|                                                |      |    |            |        |     |   |     |           | Puntaje | Puntaje | Sacks y Tackles | Sacks y Tackles | Sacks y Tackles | Intercepciones defensivas | Intercepciones defensivas | Intercepciones defensivas |
| Rk                                             | Año  | #  | Fecha      | Edad   | Tm  |   | Op  | Resultado | TD      | Puntos  | Sk              | Tkl             | Ast             | Int                       | Yds                       | TD                        |
| 6                                              | 1996 | 4  | 23-09-1996 | 26-052 | IND |   | MIA | G 10-6    | 0       | 0       | 1.0             | 0               | 0               | 0                         | 0                         | 0                         |
|                                                |      |    |            |        |     |   |     |           | Puntaje | Puntaje | Sacks y Tackles | Sacks y Tackles | Sacks y Tackles | Intercepciones defensivas | Intercepciones defensivas | Intercepciones defensivas |
| Rk                                             | Año  | #  | Fecha      | Edad   | Tm  |   | Op  | Resultado | TD      | Puntos  | Sk              | Tkl             | Ast             | Int                       | Yds                       | TD                        |
| 7                                              | 1997 | 1  | 31-08-1997 | 27-029 | IND | @ | MIA | P 10-16   | 1       | 6       | 0.0             | 0               | 0               | 1                         | 43                        | 1                         |
| 8                                              | 1997 | 4  | 21-09-1997 | 27-050 | IND | @ | BUF | P 35-37   | 0       | 0       | 1.0             | 0               | 0               | 0                         | 0                         | 0                         |
|                                                |      |    |            |        |     |   |     |           | Puntaje | Puntaje | Sacks y Tackles | Sacks y Tackles | Sacks y Tackles | Intercepciones defensivas | Intercepciones defensivas | Intercepciones defensivas |
| Rk                                             | Año  | #  | Fecha      | Edad   | Tm  |   | Op  | Resultado | TD      | Puntos  | Sk              | Tkl             | Ast             | Int                       | Yds                       | TD                        |
| 9                                              | 1998 | 5  | 04-10-1998 | 28-063 | IND |   | SDG | G 17-12   | 0       | 0       | 0.0             | 0               | 0               | 1                         | 12                        | 0                         |
|                                                |      |    |            |        |     |   |     |           | Puntaje | Puntaje | Sacks y Tackles | Sacks y Tackles | Sacks y Tackles | Intercepciones defensivas | Intercepciones defensivas | Intercepciones defensivas |
| Rk                                             | Año  | #  | Fecha      | Edad   | Tm  |   | Op  | Resultado | TD      | Puntos  | Sk              | Tkl             | Ast             | Int                       | Yds                       | TD                        |
| 10                                             | 2000 | 6  | 15-10-2000 | 30-074 | OAK | @ | KAN | G 20-17   | 0       | 0       | 1.0             | 0               | 0               | 0                         | 0                         | 0                         |
| 11                                             | 2000 | 14 | 10-12-2000 | 30-130 | OAK |   | NYJ | G 31-7    | 0       | 0       | 1.0             | 0               | 0               | 0                         | 0                         | 0                         |
| 12                                             | 2000 | 17 | 06-01-2001 | 30-157 | OAK |   | MIA | G 27-0    | 0       | 0       | 0.0             | 0               | 0               | 0                         | 0                         | 0                         |
| 13                                             | 2000 | 18 | 14-01-2001 | 30-165 | OAK |   | BAL | P 3-16    | 0       | 0       | 0.0             | 0               | 0               | 0                         | 0                         | 0                         |
|                                                |      |    |            |        |     |   |     |           | Puntaje | Puntaje | Sacks y Tackles | Sacks y Tackles | Sacks y Tackles | Intercepciones defensivas | Intercepciones defensivas | Intercepciones defensivas |
| Rk                                             | Año  | #  | Fecha      | Edad   | Tm  |   | Op  | Resultado | TD      | Puntos  | Sk              | Tkl             | Ast             | Int                       | Yds                       | TD                        |
| 14                                             | 2001 | 6  | 28-10-2001 | 31-087 | OAK | @ | PHI | G 20-10   | 0       | 0       | 1.0             | 0               | 0               | 0                         | 0                         | 0                         |
| 15                                             | 2001 | 17 | 12-01-2002 | 31-163 | OAK |   | NYJ | G 38-24   | 0       | 0       | 0.0             | 0               | 0               | 0                         | 0                         | 0                         |
| 16                                             | 2001 | 18 | 19-01-2002 | 31-170 | OAK | @ | NWE | P 13-16   | 0       | 0       | 0.0             | 0               | 0               | 0                         | 0                         | 0                         |
|                                                |      |    | 16 juegos  |        |     |   |     |           | 1       | 6       | 6.5             | 0               | 0               | 5                         | 62                        | 1                         |
| Fuente: Pro-football-reference.com (en inglés) |      |    |            |        |     |   |     |           |         |         |                 |                 |                 |                           |                           |                           |